# Bouhdida
Bouhdida este o comună din departamentul Aleg, Regiunea Brakna, Mauritania, cu o populație de 10.828 locuitori.